# Abkommen über Konstantinopel und die Meerengen
Das Abkommen über Konstantinopel und die Meerengen war eine geheime vertragliche Vereinbarung, bestehend aus diplomatischen Notenwechseln von 19. Februarjul. / 4. März 1915greg. bis 28. Märzjul. / 10. April 1915greg., in der Großbritannien und Frankreich dem Russischen Kaiserreich im Falle eines Sieges im Ersten Weltkrieg die Herrschaft über dieses Gebiet zubilligten.
Mit dem Kriegseintritt des Osmanischen Reiches in den Weltkrieg erhielt die russische Öffentlichkeit erst ihr eigentliches Ziel für die Kriegsteilnahme: Die russische Gesellschaft richtet ihre Blicke auf Konstantinopel als höchsten Siegespreis. Die Erringung der Meerengen war der „alte slawophile Traum“ der nationalistisch gesinnten Kreise Russlands.
Demzufolge warnte Außenminister Sasonow am 4. März 1915 Großbritannien und Frankreich, die ohne russische Beteiligung an den Dardanellen kämpften, dass jede Lösung, die Konstantinopel und den Bosporus nicht Russland einbrächte, unbefriedigend und unsicher wäre („Every solution will be inadequate and precarious...“). Er forderte im Einzelnen Konstantinopel, die europäische Küste des Schwarzen Meeres bis zu den Dardanellen, die asiatische Küste des Bosporus, die Inseln des Marmarameeres und die Inseln Imbros und Tenedos.
In der Note vom 14. Februarjul. / 27. Februar 1915greg. nimmt der britische Außenminister Edward Grey Bezug auf den Vertrag von Sankt Petersburg aus dem Jahr 1907. In diesem Vertrag war Persien in drei Zonen, eine russische Zone im Norden, eine neutrale Zone in der Mitte und eine britische Zone im Süden Persiens aufgeteilt worden. Grey merkte an, dass nach dem siegreichen Ende des Krieges die neutrale Zone aufgelöst und das Gebiet Teil der britischen Zone werden sollte. Ausgenommen sollten die Gebiete um Isfahan und Yazd sein, die auf Grund der bestehenden russischen Interessen, Teil der russischen Zone werden sollten. Die britische Regierung erklärte zudem, dass es in seiner Zone einen uneingeschränkten wirtschaftlichen und finanziellen Handlungsspielraum besitzt.
März/April 1915 lenkten die Westalliierten, die einen Sonderfrieden Russlands fürchteten, im Abkommen über Konstantinopel und die Meerengen ein („... the British Government has expressed to us in writing full accord in the matter of the annexation by Russia of the Straits and Constantinople within the boundaries fixed by us;“). Russland erhielt zugesprochen: Die Stadt Konstantinopel, die ein Freihafen werden sollte, das Westufer der Meerengen und Gebiete in Ostthrakien (bis zur Linie Enos-Midia), Gebiete im Nordosten Kleinasiens, westlich von Trabzon, sowie den Norden Armeniens und Kurdistans.
Zar Nikolaus II. reagierte begeistert und großzügig: Nehmen sie das rechte Rheinufer, nehmen sie Mainz, nehmen sie Koblenz, gehen sie noch weiter wenn es ihnen paßt. Neben dieser Freiheit in der Bestimmung der deutschen Westgrenze, stimmte er auch Frankreichs Forderungen in Syrien, Kilikien und Palästina, außer an den heiligen Plätzen, zu.
Für Edward Grey war das Abkommen zwar ein „Wechsel auf eine unbestimmte Zukunft“, dennoch bildete der Verzicht auf ein Objekt, das eigentlich den wertvollsten Preis des Krieges bilde, den völligen Umsturz der traditionellen Politik der britischen Regierung. Im November 1917 wurde das geheime Abkommen gemeinsam mit anderen Kriegszielabkommen der Alliierten durch die Bolschewiki zu Propagandazwecken veröffentlicht.
Was die Vereinbarungen hinsichtlich Persien betrifft, betrachtete die britische Regierung nach der Oktoberrevolution die Vereinbarungen als hinfällig. Britische Truppen besetzten ganz Persien und marschierten bis nach Baku, um die dortigen Ölquellen für die britische Krone zu sichern. Mit dem Anglo-iranischen Vertrag von 1919 sollte der britische Einfluss in ganz Persien festgeschrieben werden.

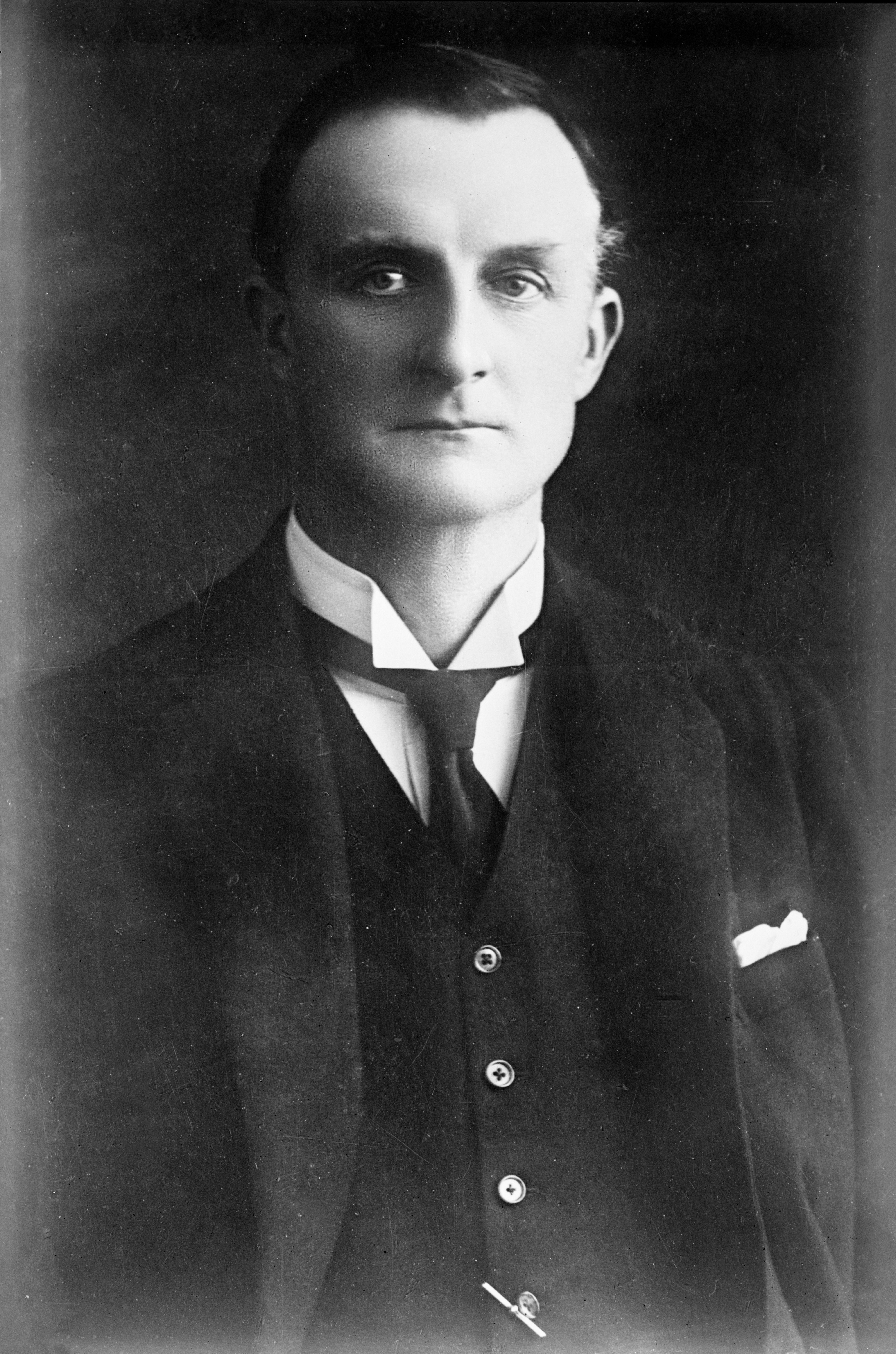
Edward Grey
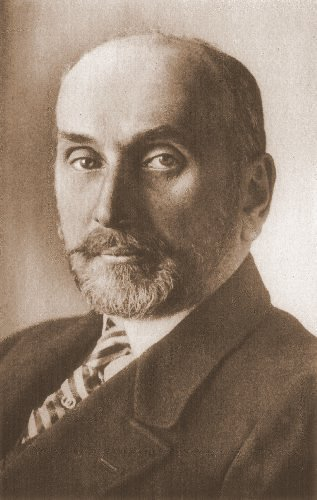
Sergei Dmitrijewitsch Sasonow
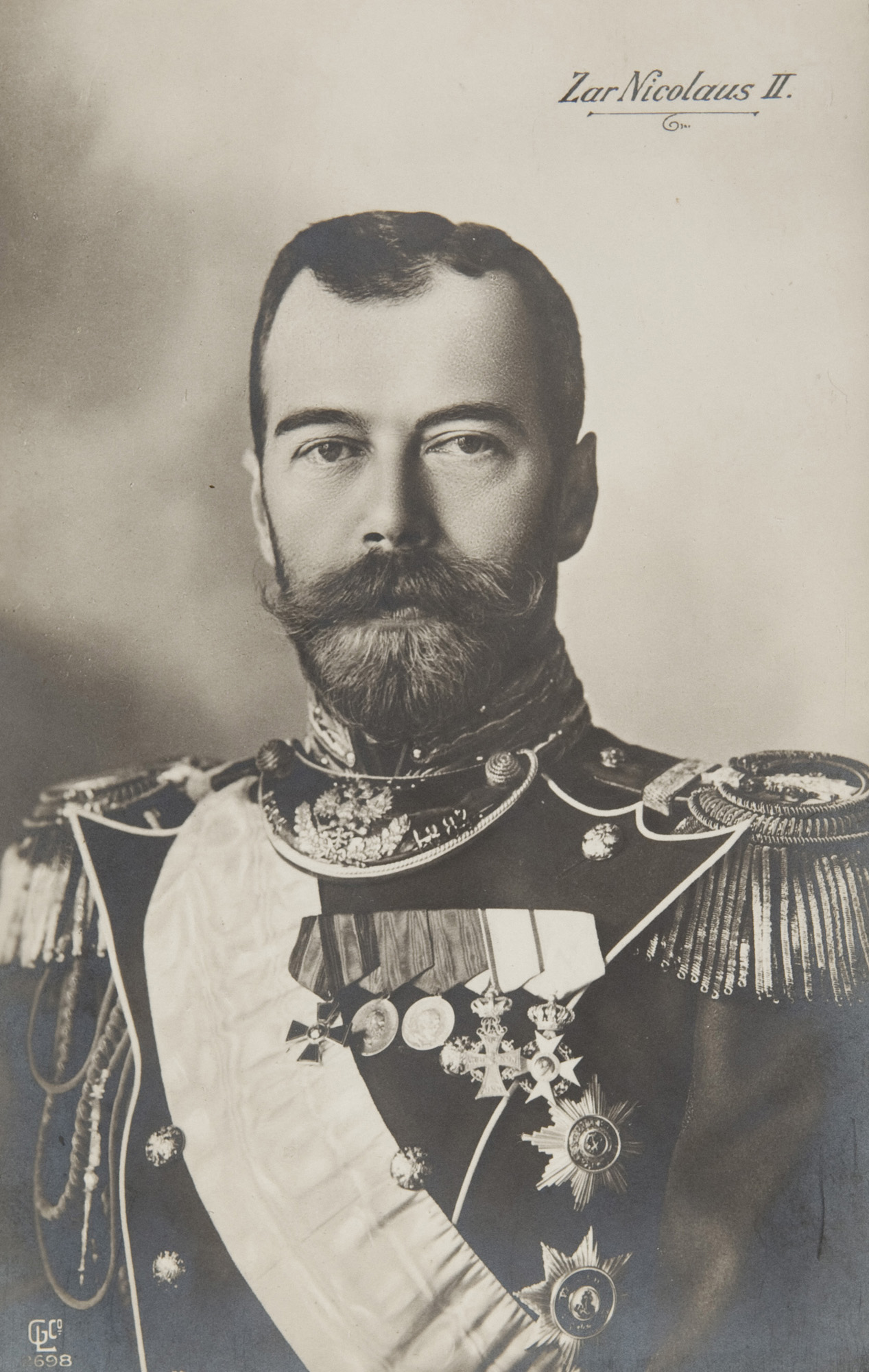
Zar Nikolaus II.
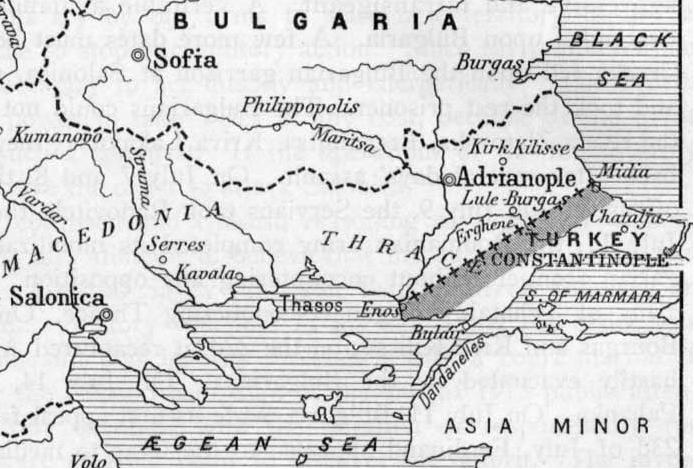
Die Enos-Midia-Linie